# TPM2
TPM2 (англ. Tropomyosin 2) – білок, який кодується однойменним геном, розташованим у людей на короткому плечі 9-ї хромосоми. Довжина поліпептидного ланцюга білка становить 284 амінокислот, а молекулярна маса — 32 851.
| 10         |  | 20         |  | 30         |  | 40         |  | 50         |
| ---------- |  | ---------- |  | ---------- |  | ---------- |  | ---------- |
| MDAIKKKMQM |  | LKLDKENAID |  | RAEQAEADKK |  | QAEDRCKQLE |  | EEQQALQKKL |
| KGTEDEVEKY |  | SESVKEAQEK |  | LEQAEKKATD |  | AEADVASLNR |  | RIQLVEEELD |
| RAQERLATAL |  | QKLEEAEKAA |  | DESERGMKVI |  | ENRAMKDEEK |  | MELQEMQLKE |
| AKHIAEDSDR |  | KYEEVARKLV |  | ILEGELERSE |  | ERAEVAESKC |  | GDLEEELKIV |
| TNNLKSLEAQ |  | ADKYSTKEDK |  | YEEEIKLLEE |  | KLKEAETRAE |  | FAERSVAKLE |
| KTIDDLEDEV |  | YAQKMKYKAI |  | SEELDNALND |  | ITSL       |  |            |

A: Аланін

C: Цистеїн

D: Аспарагінова кислота

E: Глутамінова кислота

F: Фенілаланін

G: Гліцин

H: Гістидин

I: Ізолейцин

K: Лізин

L: Лейцин

M: Метіонін

N: Аспарагін

Q: Глутамін

R: Аргінін

S: Серин

T: Треонін

V: Валін

Кодований геном білок за функціями належить до м'язових білків, фосфопротеїнів. 
Задіяний у таких біологічних процесах, як ацетилювання, альтернативний сплайсинг. 
Білок має сайт для зв'язування з молекулою актину. 
Локалізований у цитоплазмі, цитоскелеті.